# Sydafrikansk pälssäl
Sydafrikansk pälssäl (Arctocephalus pusillus) är en art i familjen öronsälar som förekommer i två skilda populationer, en vid sydvästra Afrika och en söder om Australien.

## Utseende

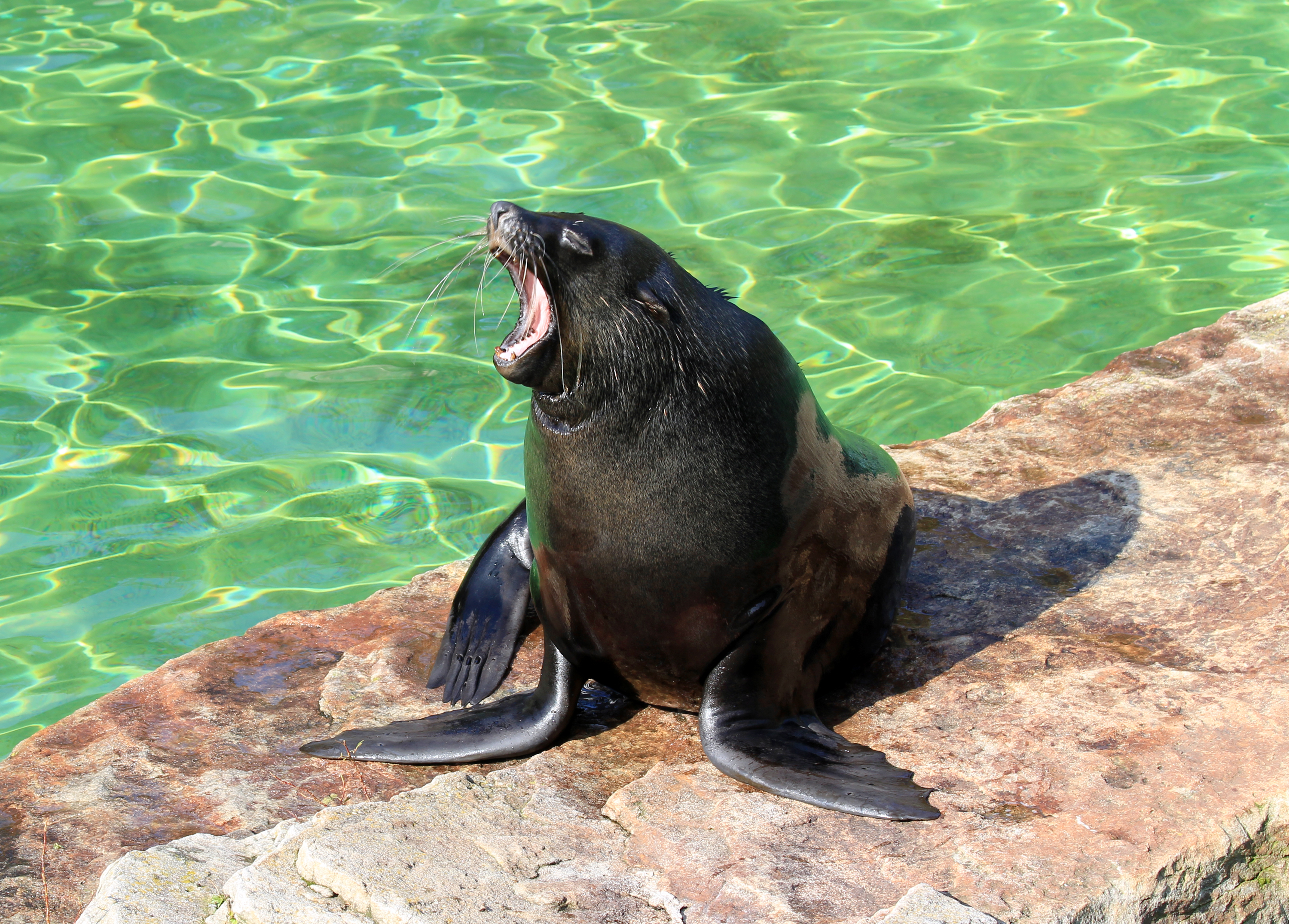
Sydafrikansk pälssäl i Prags zoo.

Sydafrikansk pälssäl är den största arten i släktet Arctocephalus med hanar som når en längd av 200 till 230 centimeter och honor som blir 120 till 170 centimeter långa. Viktmässigt är skillnaden mellan könen än tydligare. Hanar når en vikt på 200 till 360 kg medan honor endast är 40 till 110 kg tunga. Hanar har en gråbrun päls som på buken är mörkare. Honorna är mera brunaktig än hannarna och även här är buksidan mörkare. Färgen för nyfödda ungar är svart.

## Utbredning
Sydafrikansk pälssäl förekommer i två väl skilda populationer som beskrivs som två olika underarter.  A. p. pusillus lever vid Sydafrikas och Namibias kuster. Utanför parningstiden vandrar de och når mer avlägsna platser. A. p. doriferus lever vid Australiens sydkust, där det endast förekommer i kolonier på öar mellan Australien och Tasmanien.

## Ekologi
Sydafrikansk pälssäl bildar stora kolonier av över 1 000 individer. De vilar och parar sig vanligen på öar som ligger något före den kontinentala kustlinjen men hittas även på större landmassor.
De dyker vanligen två till fyra minuter efter föda och når en genomsnittlig djup på 65 till 85 meter. I sällsynta fall kan de vara nästan nio minuter under vattenytan och fiska vid 164 meters djup. Jakten utförs antingen ensam eller i grupper med upp till 15 individer. De håller vanligen till i ett begränsat område och gör inga större vandringar. Födan utgörs av många olika fiskar, bläckfiskar, kräftdjur och andra ryggradslösa havsdjur. Sällan faller en pingvin eller en medelstor havsfågel offer för sälen.
Artens naturliga fiender är vithajen och späckhuggaren. På landet dödas de ibland av schabrakschakal och brun hyena.
Parningstiden ligger mellan oktober och januari. Hannarna väntar redan på honorna som en eller två dagar efter ankomsten föder sitt ungdjur från förra parningstiden. De flesta födslar sker i början av december. Ungefär 8 till 9 dagar senare är honorna åter parningsberedda. Sedan pendlar honan mellan ungen och fiskegrunden. Vanligen avslutas digivningen efter 10 till 11 månader men några ungar började redan efter 7 månader med egna fisketurer. Å andra sidan dokumenterades vissa ungar som fick upp till tre år di. Dräktigheten varar i cirka ett år. Honor blir vanligen vid 3 till 6 års ålder könsmogna och hannar först efter 9 till 12 år.
Livslängden för hannar uppskattas till minst 19 år och honor blir vanligen 21 år gamla.

## Hot och status
I början av 1900-talet var den afrikanska underarten av sydafrikansk pälssäl nästan utdöd. Sedan skyddsåtgärder införts har populationen återhämtat sig. Vid Afrikas kust lever idag troligtvis 1,5 miljoner individer. Jakt på sydafrikansk pälssäl förekommer ännu idag men den bedrivs med statliga inskränkningar. Jägaren måste också använda hela djuret, inte bara pälsen. I juli 2024 fanns man flera Sydafrikansk pälssälar som vara positiva för rabies, något som annars är mycket ovanligt bland marina däggdjur, det kan också förklara ett aggressivt beteende man har noterat bland Sydafrikansk pälssälar de senaste åren.
Även den australiska underarten var nästan utdöd. Fram till 1940 ökade beståndet till 25 000 individer och ligger idag ungefär vid 50 000 individer.

## Systematik
Trots att arten är den största i sitt släkte bär den artepitetet pusillus som betyder "den minsta".